# 小行星7791
小行星7791（7791 Ebicykl）是一颗绕太阳运转的小行星，为主小行星带小行星。该小行星于1995年3月1日发现。

## 轨道参数
小行星7791的轨道半长轴为3.1429917 UA，离心率为0.161。